# Icchak Frenkel
Icchak Frenkel (ur. 10 sierpnia 1900 w Odessie; zm. 1981 w Tel Awiwie) – żydowski malarz.

## Życiorys
Icchak Frenkel urodził się w 1900 roku w Odessie, będącej wówczas w Imperium rosyjskim. Był szóstym z siedmiorga dzieci Józefa, potomka słynnego cadyka Lewi Izaaka z Berdyczowa. W latach 1916–1918 studiował malarstwo u Aleksandry Ekster w Akademii Sztuki w Odessie. W 1919 roku wyemigrował do Ziemi Izraela. Po przybyciu do Brytyjskiego Mandatu Palestyny próbował otworzyć studio malarskie w Gimnazjum Herzlija w Tel Awiwie, a ponadto współtworzył spółdzielnię artystyczną ha-Tomer, która promowała modernizm w izraelskiej sztuce. W latach 1921–1925 studiował w École des Beaux-Arts i Académie de la Grande Chaumière w Paryżu. Uczył się rzeźbiarstwa u Antoine Bourdelle oraz malarstwa u Henri Matisse. Jego prace z tego okresu zwracały się w kierunku awangardowego malarstwa, z wpływami kubizmu i abstrakcjonizmu. W 1922 roku ożenił się z Judith - mieli dwoje dzieci: Eliasza i Nahuma.
W 1925 roku Frenkel powrócił do Palestyny, gdzie otworzył studio sztuki w Tel Awiwie (działało do 1929 r.). Był także jednym z mentorów Szkoły Sztuk Pięknych i Rzemiosł Artystycznych Besaleel w Jerozolimie. W 1927 roku ożenił się po raz drugi, z Mary Anisfeld - mieli syna Eliezera. W latach 1929–1934 po raz drugi przebywał w Paryżu, gdzie zaczął tworzyć w stylu realistycznym. W 1934 roku zamieszkał w Safedzie, w Górnej Galilei. Wywarł tam silny wpływ na lokalną kolonię żydowskich artystów. W 1950 roku wziął udział w Biennale w Wenecji. Na początku 1959 roku zmarła jego żona. Frenkel ożenił się jeszcze dwa razy. Zmarł w 1981 roku w Tel Awiwie i został pochowany w Safedzie.